# Arctosa alpigena
Arctosa des estives
Espèce
Arctosa alpigena , l’Arctosa des estives, est une espèce d'araignées aranéomorphes de la famille des Lycosidae.

## Répartition et habitat
Cette espèce peut être observée en Amérique du Nord ainsi que dans le Nord de l'Europe, Groenland et Islande compris. Plus au Sud, c'est dans les Alpes qu'il faut la rechercher, en Italie, en France, en Suisse et en Autriche, où l'espèce a été décrite. C'est une espèce d'altitude que l'on trouve dans les prairies au-dessus de 800 m.

## Description
Le mâle mesure entre 4,8 et 7,1 mm et la femelle entre 6,4 et 9,3 mm. D'un brun rougeâtre, Arctosa alpigena affiche une tâche cardiaque blanche très facilement visible,. 

## Systématique et taxinomie
L'espèce est décrite sous le nom de Lycosa alpigena par Carl Ludwig Doleschall en 1852. En 1908, elle est reclassée dans le genre Arctosa par Friedrich Dahl.
Arctosa alpigena a pour synonymes :
- Arctosa albohastata (Emerton, 1894)
- Arctosa biunguiculata (O.P.-Cambridge, 1873)
- Lycosa alpigena Doleschall, 1852
- Tricca alpigena (Doleschall, 1852)

L'espèce comprend deux sous-espèces :
- Arctosa alpigena alpigena (Doleschall, 1852)
- Arctosa alpigena lamperti Dahl, 1908

La sous-espèce Arctosa alpigena lamperti fréquente plutôt les tourbières.

## Soins maternels
Ce paragraphe ne concerne que la sous-espèce Arctosa alpigena lamperti.
Après l'éclosion, les jeunes restent près de la mère pendant environ 2 semaines. La première semaine se déroule dans une retraite en soie. C'est au cours de la deuxième semaines que les jeunes quittent la mère.
Cette période de garde, particulièrement longue pour une Lycosidae et qui a lieu pour partie à l'abri, pourrait servir à empêcher les attaques de fourmis et de guêpes parasitoïdes ou les dégradations temporaires de la tourbière.

## Étymologie
L'épithète spécifique, alpigena, vient du latin et signifie « originaire des Alpes » en référence au lieu de découverte de l'espèce, les Alpes autrichiennes,.

## Danger sur l'espèce
L'espèce est classée en danger critique sur la liste rouge des araignées de France métropolitaine. Elle est surtout menacée par le développement des activités touristiques en montagne (randonnée, ski), qui affectent les plantes d'altitude qui constituent son habitat, et probablement par le changement climatique. 

## Publication originale
- (de) Ludw. Doleschall, « Systematisches Verzeichniss der im Kaiserthum Österreich vorkommenden Spinnen », Sitzungsberichte der Kaiserlichen Akademie der Wissenschaften, Mathematisch-naturwissenschaftliche Klasse, no 9,‎ 1852, p. 622-651 (lire en ligne)